# هارالد براون
هارالد براون (انگلیسی: Harald Braun; ۲۶ آوریل ۱۹۰۱ – ۲۴ سپتامبر ۱۹۶۰) کارگردان فیلم، فیلم‌نامه‌نویس و تهیه‌کننده فیلم اهل آلمان بود.
وی کارگردان فیلم آخرین نفر و نویسنده فیلم قلب ملکه بوده‌است.